# Compañía de Ingenieros Mecanizada 10
La Compañía de Ingenieros Mecanizada 10 (Ca Ing Mec 10) es una subunidad independiente del Ejército Argentino. Integra la X Brigada Mecanizada «Teniente General Nicolás Levalle», en el marco de la Fuerza de Despliegue Rápido. Su sede se encuentra en la Guarnición de Ejército «Santa Rosa».

## Historia
La unidad se constituyó el 16 de noviembre de 1964.
En 1966 la subunidad se movilizó por motivo de la Revolución Argentina.
En 1982 participó en la guerra de las Malvinas, perdiendo a dos soldados.
En 1989 participó en la recuperación del cuartel de La Tablada.

### Guerra de las Malvinas
La Compañía de Ingenieros Mecanizada 10 estaba basada en el Cuartel de Ejército «Pablo Podestá» y su jefe era el mayor Carlos Roberto Matalón. La subunidad se completó el 9 de abril con oficiales provenientes del Colegio Militar de la Nación. Quedó organizado con su jefe, segundo jefe, un encargado de compañía, una sección de personal, una sección de servicios y cinco secciones de ingenieros.

### Apoyo a la comunidad
La Compañía 10 brindó apoyo en diversos desastres en Buenos Aires y La Pampa.